# Lista odcinków serialu The Night Shift
Poniżej znajduje się lista odcinków serialu telewizyjnego The Night Shift – emitowanego przez amerykańską stację telewizyjną  NBC od 27 maja 2014 roku do 31 sierpnia 2017 roku. Powstały cztery serie, które łącznie składają się z 45 odcinków.  W Polsce serial jest emitowany od 14 maja 2019 roku przez AXN.
| Sezon | Sezon | Odcinki | Oryginalna emisja | Oryginalna emisja | Oryginalna emisja   | Oryginalna emisja | Oryginalna emisja |
| Sezon | Sezon | Odcinki | Premiera sezonu   | Finał sezonu      | Premiera sezonu     | Finał sezonu      |                   |
| ----- | ----- | ------- | ----------------- | ----------------- | ------------------- | ----------------- | ----------------- |
|       | 1     | 8       | 27 maja 2014      | 15 lipca 2014     | 14 maja 2019        | 18 czerwca 2019   |                   |
|       | 2     | 14      | 23 lutego 2015    | 18 maja 2015      | 25 czerwca 2019     | 6 sierpnia 2019   |                   |
|       | 3     | 13      | 1 czerwca 2016    | 31 sierpnia 2017  | 8 października 2019 | brak danych       |                   |
|       | 4     | 10      | 22 czerwca 2017   | 31 sierpnia 2017  | brak danych         | brak danych       |                   |

## Sezon 1 (2014)
| Nr | # | Tytuł            | Reżyseria          | Scenariusz              | Premiera NBC    | Premiera        |
| -- | - | ---------------- | ------------------ | ----------------------- | --------------- | --------------- |
| 1  | 1 | Pilot            | Pierre Morel       | Gabe Sachs Jeff Judah   | 27 maja 2014    | 14 maja 2019    |
| 2  | 2 | Second Chances   | Bill Johnson       | Gabe Sachs Jeff Judah   | 3 czerwca 2014  | 21 maja 2019    |
| 3  | 3 | Hog Wild         | Sanford Bookstaver | Cory Evett Matt Partney | 10 czerwca 2014 | 28 maja 2019    |
| 4  | 4 | Grace Under Fire | Kevin Dowling      | Dailyn Rodriguez        | 17 czerwca 2014 | 4 czerwca 2019  |
| 5  | 5 | Storm Watch      | Eriq La Salle      | Bridget Bedard          | 24 czerwca 2014 | 11 czerwca 2019 |
| 6  | 6 | Coming Home      | David Boyd         | Janet Lin               | 1 lipca 2014    | 11 czerwca 2019 |
| 7  | 7 | Blood Brothers   | Martha Coolidge    | Zach Lutsky             | 8 lipca 2014    | 18 czerwca 2019 |
| 8  | 8 | Save Me          | Vincent Misiano    | Gabe Fonseca            | 15 lipca 2014   | 18 czerwca 2019 |

## Sezon 2 (2015)
2 lipca 2014 roku stacja NBC zamówiła 2 sezon serialu
| Nr | #  | Tytuł                  | Reżyseria           | Scenariusz                         | Premiera NBC     | Premiera        |
| -- | -- | ---------------------- | ------------------- | ---------------------------------- | ---------------- | --------------- |
| 9  | 1  | Recovery               | Eriq La Salle       | Gabe Sachs, Jeff Judah             | 23 lutego 2015   | 25 czerwca 2019 |
| 10 | 2  | Back at the Ranch      | Timothy Busfield    | Bridget Bedard, Dailyn Rodriguez   | 2 marca 2015     | 25 czerwca 2019 |
| 11 | 3  | Eyes Look at Your Last | Eriq La Salle       | Zachary Lutsky                     | 9 marca 2015     | 2 lipca 2019    |
| 12 | 4  | Shock to the Heart     | David Boyd          | Tawnya Bhattacharya, Ali Laventhol | 16 marca 2015    | 2 lipca 2019    |
| 13 | 5  | Ghosts                 | David Boyd          | Tom Garrigus                       | 23 marca 2015    | 9 lipca 2019    |
| 14 | 6  | Need to Know           | Jason Priestley     | Matthew V. Lewis                   | 24 marca 2015    | 9 lipca 2019    |
| 15 | 7  | Fog of War             | Jay Chandrasekhar   | Gabe Fonseca                       | 30 marca 2015    | 16 lipca 2019   |
| 16 | 8  | Best Laid Plans        | Tara Nicole Weyr    | Dennis Saavedra Saldua             | 6 kwietnia 2015  | 16 lipca 2019   |
| 17 | 9  | Parenthood             | David Boyd          | Dailyn Rodriguez                   | 13 kwietnia 2015 | 23 lipca 2019   |
| 18 | 10 | Aftermath              | Allison Liddi-Brown | Tawnya Bhattacharya, Ali Laventhol | 20 kwietnia 2015 | 23 lipca 2019   |
| 19 | 11 | Hold On                | Timothy Busfield    | Matthew V. Lewis                   | 27 kwietnia 2015 | 30 lipca 2019   |
| 20 | 12 | Moving On              | Eriq La Salle       | Jon W. Fong                        | 4 maja 2015      | 30 lipca 2019   |
| 21 | 13 | Sunrise, Sunset        | Kevin Hooks         | Zachary Lutsky, Tom Garrigus       | 11 maja 2015     | 6 sierpnia 2019 |
| 22 | 14 | Darkest Before Dawn    | Eriq La Salle       | Milla Bell-Hart, Gabe Fonseca      | 18 maja 2015     | 6 sierpnia 2019 |

## Sezon 3 (2016)
| Nr | #  | Tytuł                           | Reżyseria         | Scenariusz                   | Premiera NBC     | Premiera             |
| -- | -- | ------------------------------- | ----------------- | ---------------------------- | ---------------- | -------------------- |
| 23 | 1  | The Times They Are A-Changin    | Timothy Busfield  | Gabe Sachs, Jeff Judah       | 1 czerwca 2016   | 8 października 2019  |
| 24 | 2  | The Thing with Feathers         | Timothy Busfield  | Tom Garrigus                 | 8 czerwca 2016   | 15 października 2019 |
| 25 | 3  | The Way Back                    | Tara Nicole Weyr  | Janet Lin                    | 15 czerwca 2016  | 22 października 2019 |
| 26 | 4  | Three-Two-One                   | Oz Scott          | Zachary Lutsky               | 22 czerwca 2016  | 29 października 2019 |
| 27 | 5  | Get Busy Livin                  | Dailyn Rodriguez  | Gabe Fonseca                 | 29 czerwca 2016  | nieemitowany         |
| 28 | 6  | Hot in the City                 | Darnell Martin    | Nicole Rubio                 | 29 czerwca 2016  | nieemitowany         |
| 29 | 7  | By Dawn's Early Light           | Louis Shaw Milito | Brian Anthony                | 6 lipca 2016     | nieemitowany         |
| 30 | 8  | All In                          | Tara Nicole Weyr  | Milla Bell-Hart              | 13 lipca 2016    | nieemitowany         |
| 31 | 9  | Unexpected                      | Marisol Adler     | Janet Lin                    | 27 lipca 2016    | nieemitowany         |
| 32 | 10 | Between a Rock and a Hard Place | Jeff Judah        | Tom Garrigus, Zachary Lutsky | 3 sierpnia 2016  | nieemitowany         |
| 33 | 11 | Trust Issues                    | Oz Scott          | Dailyn Rodriguez             | 3 sierpnia 2016  | nieemitowany         |
| 34 | 12 | Emergent                        | Timothy Busfield  | Brian Anthony, Gabe Fonseca  | 24 sierpnia 2016 | nieemitowany         |
| 35 | 13 | Burned                          | Tara Nicole Weyr  | Tom Garrigus                 | 31 sierpnia 2016 | nieemitowany         |

## Sezon 4 (2017)
| Nr | #  | Tytuł            | Reżyseria        | Scenariusz                     | Premiera NBC     | Premiera     |
| -- | -- | ---------------- | ---------------- | ------------------------------ | ---------------- | ------------ |
| 36 | 1  | Recoil           | Marisol Adler    | Brian Anthony                  | 22 czerwca 2017  | nieemitowany |
| 37 | 2  | Off the Rails    | Oz Scott         | Tom Garrigus                   | 29 czerwca 2017  | nieemitowany |
| 38 | 3  | Do No Harm       | Marisol Adler    | Milla Bell-Hart                | 6 lipca 2017     | nieemitowany |
| 39 | 4  | Control          | Oz Scott         | Joe Hortua                     | 13 lipca 2017    | nieemitowany |
| 40 | 5  | Turbulence       | Timothy Busfield | Alan McElroy                   | 20 lipca 2017    | nieemitowany |
| 41 | 6  | Family Matters   | Eoin Macken      | Tom Garrigus                   | 27 lipca 2017    | nieemitowany |
| 42 | 7  | Keep the Faith   | Timothy Busfield | Brian Anthony                  | 10 sierpnia 2017 | nieemitowany |
| 43 | 8  | R3B0OT           | Terrell Clegg    | Tom Garrigus & Shannon Sommers | 17 sierpnia 2017 | nieemitowany |
| 4  | 9  | Land of the Free | Gabe Sachs       | Francesca Butler               | 24 sierpnia 2017 | nieemitowany |
| 45 | 10 | Resurgence       | Jeff Judah       | Brian Anthony                  | 31 sierpnia 2017 | nieemitowany |